# Poeciloneta petrophila
Poeciloneta petrophila – gatunek pająka z rodziny osnuwikowatych, zamieszkujący Rosję.

## Opis
Ciało samic długości 2,25 mm. Długość karapaksu samicy wynosi 1 mm, a szerokość 0,75 mm. Szczękoczułki duże z sześcioma silnymi ząbkami na przedniej krawędzi. Odwłok samicy długości 1,35 i szerokości 0,8 mm. Ciało samca długości 2 mm. Karapaks długości 0,9 i szerokości 0,75 mm. Jego szczękoczułki, duże, nieco wklęśnięte na zewnętrznym brzegu. z pięcioma ząbkami na przedniej krawędzi. Wszystkie nadstopia wyposażone w trichobotria. Odwłok 1,05 mm długi i 0,8 mm szeroki. Obie płcie ubarwione podobnie: karapaks jasnożółty z niewyraźnym jasnoszarym paskiem, odwłok gęsto owłosiony, jasny z jasnoszarymi, falistymi pręgami na stronie grzbietowej. Od podobnych gatunków wyróżnia się długim wyrostkiem na paracymbium, kształtem blaszek epigynum, dużymi, zwłaszcza u samic, szczękoczułkami oraz obecnością bocznego kolca na goleniach pierwszej pary odnóży.

## Habitat
Zamieszkuje piarżyste, wilgotne zbocza. Bytuje pod kamieniami.

## Rozprzestrzenienie
Gatunek jest endemitem wschodniej Syberii. Występuje w Cisokotii, rejonie górnego biegu Kołymy i na Półwyspie Czukockim.